# 2998 Berendeya
2998 Berendeya è un asteroide della fascia principale. Scoperto nel 1975, presenta un'orbita caratterizzata da un semiasse maggiore pari a 2,4220883 UA e da un'eccentricità di 0,1963365, inclinata di 3,07254° rispetto all'eclittica.